# Montfaucon (Lot)
Montfaucon ist eine französische Gemeinde mit 588 Einwohnern (Stand 1. Januar 2022) im Département Lot in der Region Okzitanien. Sie gehört zum Kanton Causse et Bouriane und zum Arrondissement Gourdon. 
Nachbargemeinden sind Séniergues im Norden, Carlucet im Nordosten, Le Bastit im Osten, Cœur de Causse im Süden und Soucirac im Westen.

## Bevölkerungsentwicklung
| Jahr      | 1962 | 1968 | 1975 | 1982 | 1990 | 1999 | 2006 | 2018 |
| --------- | ---- | ---- | ---- | ---- | ---- | ---- | ---- | ---- |
| Einwohner | 377  | 354  | 433  | 372  | 404  | 403  | 568  | 596  |

## Sehenswürdigkeiten
- Dolmen de Cambajou
- Dolmen pierre basse
- Kirche Saint-Barthélemy, Monument historique

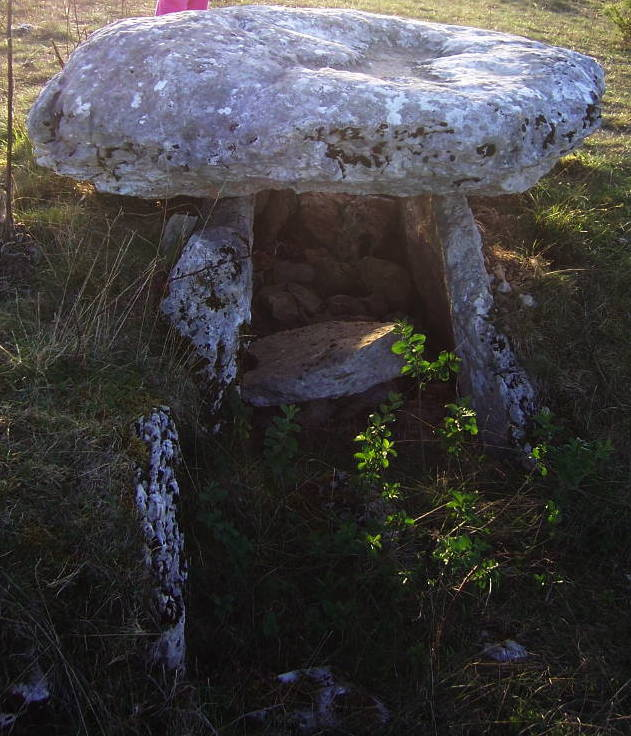
Dolmen de Cambajou
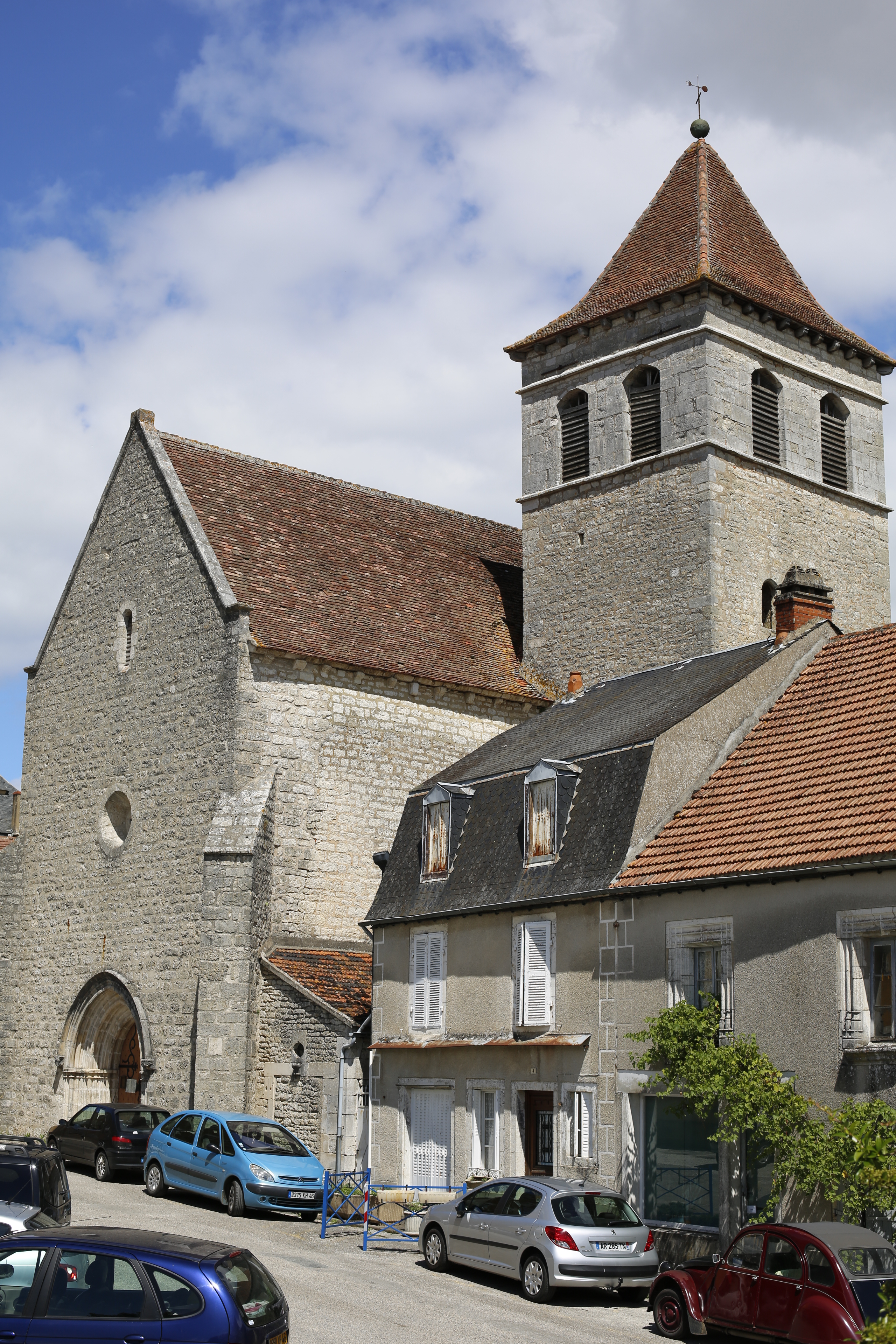
Kirche Saint-Barthélemy
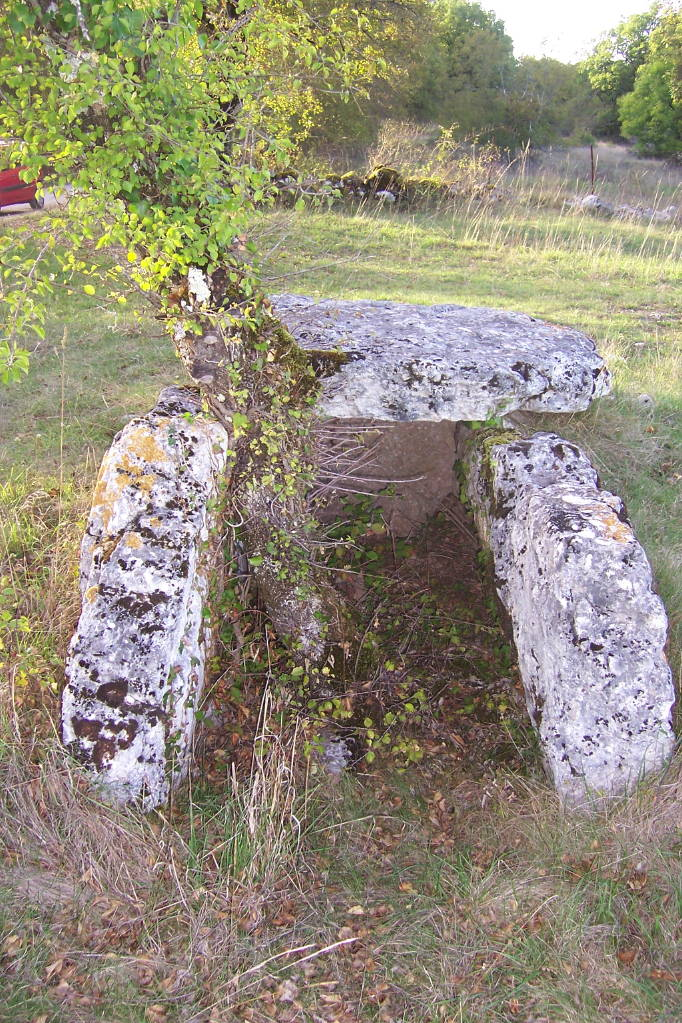
Dolmen pierre basse